# Brzękowice-Wał
Brzękowice-Wał (prononciation : [bʐɛŋkɔˈvʲit͡sɛ ˈvau̯]) est une localité polonaise de la gmina de Psary, située dans le powiat de Będzin en voïvodie de Silésie.